# Sarah Jeffery
Sarah Jeffery (Vancouver, 3 aprile 1996) è un'attrice, cantante e ballerina canadese.
Conosciuta al grande pubblico principalmente per il ruolo di Audrey nel film Disney Descendants, nel 2018 è entrata a far parte del cast del reboot dell'iconica serie degli anni Novanta Streghe, nel ruolo di Maggie Vera.

## Biografia
Nata a Vancouver il 3 aprile del 1996 da padre afroamericano e madre indigena canadese, Sarah: canta, balla e recita da quando aveva appena tre anni.

### Carriera
Nel 2013 ottiene il suo primo ruolo nel pilot della serie TV Aliens in the House, poi mai andato in onda.  Sempre nel 2013, conquista la parte di protagonista nella serie Rogue, nel ruolo di Evie Travis.
Nel 2015 recita nei panni di Amy nella serie Fox Wayward Pines, con Matt Dillon e Carla Gugino. Nello stesso anno ottiene il ruolo di Audrey nel film Descendants, che mantiene anche nello spin-off animato della serie Descendants: Wicked World e nel secondo sequel, Descendants 3. In quest'ultimo film TV, Jeffery interpreta il brano Queen Of Mean.
Nel gennaio 2016 recita nei film Shades of Blue, dove interpreta la figlia di Jennifer Lopez, e Be Somebody accanto a Matthew Espinosa.
Dall'ottobre 2018 all'aprile 2022 interpreta Maggie Vera nel reboot del telefilm Streghe. Anche in questa occasione, come già avvenuto in Descendants 3, ha la possibilità di mostrare le proprie doti canore, grazie all'incisione di alcuni brani per la relativa colonna sonora.

### Vita Privata
Attualmente vive tra Los Angeles, New York e Vancouver. Nel tempo libero balla con la sua crew Body.
Nel 2019 ha rivelato tramite Instagram di lottare con un disturbo ossessivo-compulsivo.
In passato è stata fidanzata con l'attore Nick Hargrove, conosciuto sul set di Streghe.

## Filmografia

### Attrice

#### Cinema
- Across the Line, regia di Director X. (2015)
- Be Somebody, regia di Joshua Caldwell (2016)
- Daphne & Velma - Il mistero della Ridge Valley High (Daphne & Velma), regia di Suzi Yoonessi (2018)

#### Televisione
- Aliens in the House, regia di Peter DeLuise – film TV (2013)
- Rogue – serie TV, 24 episodi (2013-2016)
- Wayward Pines – serie TV, 6 episodi (2015)
- Descendants, regia di Kenny Ortega – film TV (2015)
- Shades of Blue – serie TV, 36 episodi (2016-2018)
- X-Files – serie TV, episodi 11x05, 11x10 (2018)
- Streghe (Charmed) – serie TV (2018-2022)
- Descendants 3, regia di Kenny Ortega – film TV (2019)

### Doppiatrice
- Descendants: Wicked World – serie TV, 29 episodi (2015-2017)
- Robot Chicken – serie TV, 1 episodio (2019)

## Doppiatrici italiane
Nelle versioni in italiano dei suoi lavori, Sarah Jeffery è stata doppiata da:
- Giulia Franceschetti in Descendants, Daphne & Velma - Il mistero della Ridge Valley High, Descendants 3
- Veronica Benassi in Wayward Pines
- Sara Labidi in Shades of Blue
- Veronica Puccio in X-Files
- Chiara Oliviero in Streghe

Da doppiatrice è sostituita da:
- Giulia Franceschetti in Descendants: Wicked World, Descendants - Il matrimonio reale